# Fifth Dimension
Fifth Dimension ist das dritte Musikalbum der US-amerikanischen Folk-Rock-Band The Byrds. Es erschien am 18. Juli 1966 auf dem Label Columbia Records. In den Vereinigten Staaten erreichte das Album #24 der Pop-Charts, in Großbritannien #27. Das Album bedeutete eine Änderung des Sounds für die Band, die nun psychedelische Elemente in ihre Musik einbrachte. Da es sich um eines der ersten psychedelischen Rockalben überhaupt handelt, gilt Fifth Dimension als eines der einflussreichsten Rockalben der 1960er Jahre.
Der Veröffentlichung des Albums ging, wie auch bei den beiden ersten Alben der Byrds, eine Hit-Single voraus. Am 14. März erschien bei Columbia Eight Miles High, das in den Staaten bei #14 der Single-Charts seinen Höhepunkt erreichte, in Großbritannien bei #24. Zum ersten Mal handelte es sich bei der größten Hitsingle des Albums um eine Eigenkomposition der Band. Die B-Seite Why? war auf dem Originalalbum nicht enthalten, erschien jedoch später in den Bonustracks der CD-Neuveröffentlichung. Nach der Aufnahme der Single verließ Gene Clark die Band.
Am 13. Juni erschien die zweite Single-Auskopplung in Form von 5D (Fifth Dimension) mit der B-Seite Captain Soul, die sowohl in Amerika als auch in Großbritannien an den Top 40 scheiterte. Nach Veröffentlichung des Albums kam am 6. September noch eine weitere Single auf den Markt: Mr. Spaceman hatte etwas mehr Erfolg als 5D und kletterte in den amerikanischen Charts bis #36. Bei der B-Seite handelte es sich um What’s Happening?!?!.

## Eight Miles High / Why
Wenige Tage vor Weihnachten 1965, und kurz nach Erscheinen ihres zweiten Albums Turn! Turn! Turn! begaben sich die Byrds mit ihrem Manager Jim Dickson in die Aufnahmestudios von RCA Records. Zu diesem Zeitpunkt noch in der Originalbesetzung, nahmen sie drei Songs auf. Der erste war der Versuch einer Bearbeitung von Bob Dylans The Times They Are A-Changin’. Die beiden anderen sollten die nächste Single der Band werden: Eight Miles High und Why.
Auf Druck ihrer Plattenfirma, Columbia Records, mussten die beiden letzteren Lieder einen Monat später noch einmal in den Columbia-Studios aufgenommen werden, bevor sie als Single erscheinen konnten. Der Produzent war Allen Stanton. Die RCA-Aufnahmen, die alle Bandmitglieder später als die besseren Versionen bezeichneten, wurden der Öffentlichkeit erst 1987 mit Erscheinen der LP Never Before zugänglich gemacht.
Im Winter 1965 hatten die Byrds auf ihre Tournee eine kurz zuvor hastig aufgenommene Musikkassette mit Aufnahmen von John Coltrane und Ravi Shankar mitgenommen, die von allen Bandmitgliedern intensiv gehört wurde. Dabei entstand die Idee bei Roger McGuinn, einen neuen Song von Gene Clark mit Jazz anzureichern. Er war zu dieser Zeit davon überzeugt, dass Elemente des Jazz in einen Rockkontext eingearbeitet werden könnten, und führte später als Beispiel den Orgel-Break von Rod Argent bei dem Song She’s Not There (The Zombies) an.
Den Song, der schließlich zu Eight Miles High wurde, hatte Clark während einer Tournee durch Großbritannien und nach einem gemeinsam verbrachten Abend mit Brian Jones von den Rolling Stones begonnen. Inhaltlich beschrieb der Text den Flug nach England und Clarks Eindrücke von diesem Land.
Beeinflusst von Coltranes dichter Improvisation über Skalen, besonders bei den Aufnahmen zu India und Africa/Brass, entwickelte McGuinn zuerst einen Riff aus den Tönen D, H, G und A für das Hauptthema und schließlich ein von Coltrane inspiriertes Gitarrensolo über die Skalen e-Moll und fis-Moll.
Auch die Arbeit der Rhythmusgruppe orientierte sich an Coltranes Band mit dem nach vorne gespielten Bass-Ostinato von Chris Hillman, der treibenden Rhythmusgitarre von David Crosby und dem von lateinamerikanischer Musik beeinflussten Schlagzeugrhythmus Michael Clarkes.
Während Gene Clark und Roger McGuinn die für Clark typisch melancholische Hauptmelodie vorwiegend Unisono vortrugen, erweiterte Crosby sie durch seinen Harmoniegesang zu Jazzklängen wie Gmaj7.
Auch bei der Single-Rückseite Why betraten die Byrds musikalisches Neuland durch ein Gitarrensolo, bei dem McGuinn eine Sitar imitierte, so wie er auf Eight Miles High ein Saxophon imitiert hatte. Vorbild waren die Aufnahmen indischer Ragas von Ravi Shankar. Anlässlich des Erscheinens der Single erklärte McGuinn auf einer Pressekonferenz, dass auf Why zwar keine Sitar spielte, der Song jedoch ein neues Genre begründet habe: Raga Rock.
Die Byrds sollten Why noch einmal für ihr 1967er Album Younger Than Yesterday aufnehmen.

## Fifth Dimension
Im Juli 1966 erschien schließlich das Album Fifth Dimension. Gene Clark hatte, kurz nach den Aufnahmen zu Eight Miles High / Why die Band verlassen und Chris Hillman übernahm seinen Gesangspart auf der Bühne, vorläufig aber noch nicht im Studio. Im Gegensatz zu ihren ersten beiden Alben verzichteten die Byrds dieses Mal auf Coverversionen von Bob Dylan oder Pete Seeger. Ohne Clark, dessen Songs am ehesten radiotauglich gewesen waren, entwickelten McGuinn und Crosby eigene Songschreiberqualitäten und experimentierten mit Stilen, Rhythmen und Sounds.
Das Titelstück 5D (Fifth Dimension) ist aus der Feder von McGuinn und ähnelt stilistisch und gesanglich Bob-Dylan-Aufnahmen aus jener Zeit, einschließlich der von Van Dyke Parks gespielten Hammond-Orgel. Inhaltlich wird versucht die Relativitätstheorie von Albert Einstein zu erklären, angeregt durch das Buch 1-2-3-4, More, More, More, More von Don Landis.
Wild Mountain Thyme  ist ein schottisches Volkslied von Robert Tannahill (1774–1810), das später zum Standardrepertoire in amerikanischen Kaffeehäusern gehörte und durch Aufnahmen der McPeake Family 1957 und der Clancy Brothers mit Tommy Makem bekannt wurde. Die Version der Byrds hatte als Besonderheit eine von Produzent Allen Stanton arrangierte Orchestrierung.
Die zweite Solokomposition von McGuinn, Mr. Spaceman, erschien, ebenso wie 5D, als Single und erzielte einen mäßigen Charterfolg. Stilistisch ist Mr. Spaceman der erste Country-Song der Byrds, textlich McGuinns erster Science-Fiction-Beitrag. McGuinn hoffte auf eine freundschaftliche Kommunikation mit außerirdischer Intelligenz und wird in den Liner Notes zum Wiedererscheinen des Albums auf CD 1997 so zitiert: „Ich dachte, wenn der Song im Äther gespielt wird, wäre das eine gute Möglichkeit, uns bei ihnen Gehör zu verschaffen“.
I See You kann als dritter Beitrag der Jazzrock- und Raga-Rock-Experimente betrachtet werden. Auch hier improvisiert McGuinn über eine Skala im Stil von Coltrane und der Uptempo-Rhythmus erinnert stark an Why.
What’s Happening?!?!, David Crosbys erster alleiniger Beitrag als Songwriter und Leadsänger, ist, laut Crosby, ein „seltsamer Song, in dem ich Fragen stelle. Nach jeder Frage antwortet McGuinn auf der 12saitigen Gitarre“. Die Fragen Crosbys drücken Verwirrung und Desorientierung aus. Musikalisch ist bemerkenswert, dass der Raga-Einfluss hier noch stärker erscheint als auf Why.
In I Come and Stand at Every Door vertonte McGuinn ein Gedicht des türkischen Dichters Nâzım Hikmet über den Geist eines Kindes, das beim Abwurf der Atombombe auf Hiroshima umgekommen war, mit einer Melodie des Folksongs Great Selchie of Shule Skerry, den Judy Collins 1963 aufgenommen hatte.
Auf Eight Miles High folgte Hey Joe (Where You Gonna Go), Crosbys zweiter Solovortrag, der von Billy Roberts geschrieben worden war. Crosby hatte den Song durch Dino Valenti kennengelernt, der sich die Rechte für das Lied gesichert hatte. Es gehörte einige Zeit zu seinem Solo-Repertoire in Folkclubs. Crosby beabsichtigte bereits während der Aufnahmesessions der zwei vorherigen Alben erfolglos eine Aufnahme dieses Liedes. Als er erfuhr, dass mittlerweile andere Bands aus Los Angeles (Love, The Surfaris und The Leaves) Hey Joe gecovert hatten, nahmen schließlich auch die Byrds ihre Version auf.
Bei Captain Soul handelt es sich um eines der wenigen Instrumentalstücke der Byrds. Michael Clarke hatte vorgeschlagen, sich an einem R&B-Song zu versuchen. Das Ergebnis war von Motown-Soul und -Blues inspiriert und hatte ein Thema, das auf dem Eingangsriff des Songs Get Out of My Life Woman von Allen Toussaint, aufgenommen 1966 von Lee Dorsey, basierte. Es ist eines der wenigen Stücke der Byrds, die Michael Clarke als Co-Autor nennen.
John Riley ist eine weitere Bearbeitung eines Folksongs, dieses Mal aus England, den Joan Baez 1960 auf ihrem Debütalbum veröffentlicht hatte. Andere Quellen, wie auch das Albumcover von Fifth Dimension, nennen Bob Gibson als Autor und erinnern an eine Aufnahme des Liedes durch Odetta. Wie schon auf Wild Mountain Thyme singen McGuinn und Crosby mit Allen Stantons Orchesterbegleitung durchgehend zweistimmig. Der Bass von Chris Hillman jedoch, beeinflusst von Soul und Jazz, bietet atmosphärisch einen radikalen Gegensatz, der dem Lied eine düstere und dramatische Stimmung verleiht.
McGuinns’ 2-4-2 Fox Trot (The Lear Jet Song) bildet den Abschluss des Albums, das von McGuinn und Crosby als Innovation auf dem Gebiet elektronischer Musik geplant war. Gewidmet war das Lied McGuinns’ Freund John Lear, dem Entwickler des Learjets. Die Soundeffekte, hinter denen manche spöttisch einen Staubsauger vermuteten, wurden direkt am Flugzeug mit einem Ampex-Tonbandgerät aufgenommen. Die Beatles, die als Vorreiter solcher Klangexperimente gelten, experimentierten erst einige Monate später auf Yellow Submarine vom Album Revolver mit ähnlichen Effekten. Noch nicht zweifelsfrei geklärt ist, wer die dynamische Bluesharp beisteuerte. Einige Quellen vermuten Gene Clark, der kurzzeitig zur Band zurückkehrte.

## I Know You, Rider / Psychodrama City
Zehn Tage nach Erscheinen von Fifth Dimension begaben sich die Byrds mit Allen Stanton erneut ins Studio, um eine neue Single aufzunehmen. Geplant war die Bearbeitung eines weiteren Folksongs, I Know My Rider. Unter dem Titel Rider war dieser zuvor schon von The Big 3 aufgenommen worden, einer Folkformation, die von Cass Elliot geleitet wurde. Später gehörte er als I Know You, Rider zum Repertoire von Mama Cass und den Grateful Dead sowie zum Soloprogramm David Crosbys vor Gründung der Byrds. Offensichtlich hatte die Gruppe an dem Song schon gearbeitet, bevor Gene Clark ausschied, da er als einer der Arrangeure aufgeführt ist.
Die Version der Byrds ist mit ihrem Uptempo-Arrangement von Paperback Writer beeinflusst, dem damals aktuellen Hit der Beatles. Aus bisher unbekannten Gründen wurde I Know You, Rider damals nicht veröffentlicht und erschien erst auf dem 1987er Album Never Before, ebenso wie David Crosbys Psychodrama City, ein weiteres Stück mit vom Jazz beeinflusster Gitarre. Textlich und inhaltlich rundet es die Sessions zu Fifth Dimension ab, die mit Gene Clarks Flugangst und seiner Panikattacke vor einem Flug begannen und schließlich zu seinem Ausscheiden aus der Band führten.

## Zusammenfassung
Mit Eight Miles High brachen die Byrds radikal mit dem Muster ihres früheren Repertoires. Für viele ist es der ultimative Song der Gruppe und gleichzeitig der Beginn der sogenannten „psychedelischen Musik“. Mit dem Album verfolgten sie diesen innovativen Weg weiter. Gleichzeitig gaben sie damit klar der Kunst den Vorrang vor sicheren Charterfolgen.
Waren die beiden Vorgängeralben atmosphärisch leicht, wirkt Fifth Dimension dramatisch, manchmal düster. Verglichen mit dem nachfolgenden Album Younger Than Yesterday, erscheint die Songauswahl weniger ausgeglichen. Die Band war zu diesem Zeitpunkt auf der Suche nach einer Balance zwischen den unterschiedlichen Liedbeiträgen und stilistischen Interessen ihrer Mitglieder.

## Zusätzliche Musiker
- Gene Clark: Gesang und Gitarre auf Eight Miles High und Why?, Mundharmonika auf Captain Soul
- Van Dyke Parks: Keyboard auf 5D (Fifth Dimension)

## Titelliste

### A-Seite
1. 5D (Fifth Dimension) (Roger McGuinn) – 2:33
2. Wild Mountain Thyme (Traditional; Arrangement: The Byrds) – 2:30
3. Mr. Spaceman (Roger McGuinn) – 2:09
4. I See You (Roger McGuinn/David Crosby) – 2:38
5. What’s Happening?!?! (David Crosby) – 2:35
6. I Come and Stand at Every Door (Nâzım Hikmet) – 3:03

### B-Seite
1. Eight Miles High (Gene Clark/Roger McGuinn/David Crosby) – 3:34
2. Hey Joe (Where You Gonna Go) (Billy Roberts) – 2:17
3. Captain Soul (Roger McGuinn/Chris Hillman/Michael Clarke/David Crosby) – 2:53
4. John Riley (Bob Gibson/Ricky Neff) – 2:57
5. 2-4-2 Fox Trot (The Lear Jet Song) (Roger McGuinn) – 2:12

### Wiederveröffentlichung
Am 30. April 1996 veröffentlichte Columbia das Album auf CD mit folgenden Bonustracks:
1. Why? (Roger McGuinn/David Crosby) – 2:59 (Original Single B-Seite)
2. I Know My Rider (I Know You Rider) (Traditional; Arrangement: Roger McGuinn/Gene Clark/David Crosby) – 2:43
3. Psychodrama City (David Crosby) – 3:23
4. Eight Miles High (Gene Clark/Roger McGuinn/David Crosby) – 3:19 (alternative Version)
5. Why? (Roger McGuinn/David Crosby) – 2:40 (alternative Version)
6. John Riley (Bob Gibson/Ricky Neff) – 16:53 (Instrumental-Version, mit einem Interview mit David Crosby und Roger McGuinn als Hidden Track)